# عمود رسم طوطمي

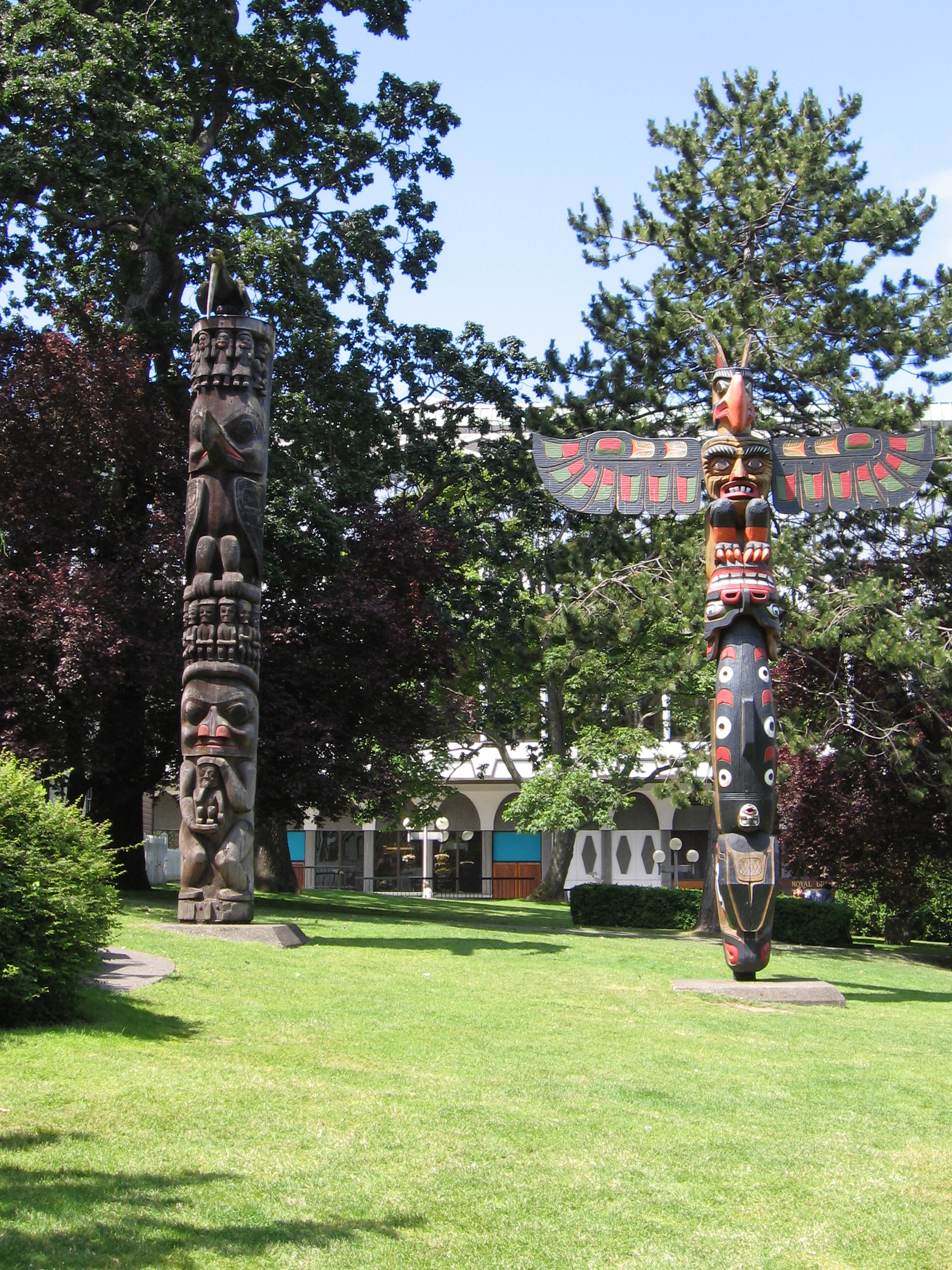
عمود جيتكسان (يسارًا) وعمود كواكواكا واك (يمينًا) في ثاندربارك في فيكتوريا، كولومبيا البريطانية

الأَعْمِدَةُ الطَّوْطَمِيَّةِ (المفرد:عمود طوطميّ) هي منحوتات معمارية تُنحت من الأشجار الكبيرة، وغالباً ما تستخدم أشجار العفص المطوي. نُحِتت تلك الأشجار في حضارات الشعوب الأصلية لمنطقة الساحل الشمالي الغربي للمحيط الهادئ في أمريكا الشمالية. وقد اشتقت كلمة طوطم من كلمة «أوجيبو أودودم»، وتعني «جماعة أقرباء».

## مَعْلُوْمَاْتٌ تَاْرِيْخِيَّةٌ
عادةً ما كان يتم حفر أعمدة الرسوم الطوطمية من جذوع أشجار العفص المطوي (المعروفة شعبيًا باسم «السيدار العملاقة» أو «السيدار العملاقة الغربية») التي تتحلل في النهاية في بيئة الغابات المطيرة في الساحل الشمالي الغربي. لهذا توجد أمثلة قليلة من الأعمدة التي نحتت قبل عام 1900. وتضم الأمثلة الجديرة بالذكر تلك الأعمدة الطوطمية في متحف كولومبيا البريطاني الملكي في فيكتوريا، ومتحف الأنثروبولوجي في جامعة كولومبيا البريطانية في فانكوفر، والتي يرجع تاريخها إلى عام 1880. هناك بعض شهادات القرن الثامن عشر لمستكشفين أوروبيين بطول الساحل تشير إلى وجود أعمدة رسوم طوطمية قبل عام 1800، وكانت تلك الأعمدة أصغر حجمًأ وأقل عددًا عن العقود التالية.
يحتمل أن الأعمدة القائمة بذاتها التي شاهدها المستكشفون الأوروبيون الأوائل كان يسبقها تاريخ طويل من الحفر المعماري لا سيما في أعمدة المنازل الداخلية. افترضَ العالِمُ إيدي مالين أنَّ أعمدةَ الرسومِ الطوطمية تطورت من الأعمدةِ المنزلية، وحاوياتِ الدَّفنِ، والعلاماتِ التّذكاريّةِ لتصبحَ رُموزاً لثروة، ومكانة العشيرة، والعائلةِ؛ ويجادل بأن شعب هايدا في جزر هايدا جواي هم من ابتكروا عملية نحت الأعمدة، وأن هذه الممارسة انتشرت خارجها إلى تسيمشان وتلينجيت، ثم انتقلت للأسفل نحو الساحلِ إلى قبائل كولومبيا البريطانية، وشمالي ولاية واشنطن. يدعم هذا الزعم تاريخ التصوير الفوتوغرافي للساحل الشمالي الغربي، والتعقيد العميق لأعمدة هايدا. وتُعزَى الاختلافات الأسلوبيَّة الإقليميَّة، إلى استخدام الأساليب الفنية الإقليميَّةِ القائمة إلى الوسط الجديد. إن النظريات التي ظهرت في أوائل القرن العشرين، مثل نظريات عالم الأنثروبولوجيا ماريوس باربيو، الذي كان يرى أن تلك الأعمدة كانت عبارة عن ظاهرة للتواصل، تم إنجازها بعد بدء استخدام الأدوات المعدنية، قد قوبلت بالشك في ذلك الوقت، وتم إسقاطها في ضوء الأدلة المذكورة أعلاه.

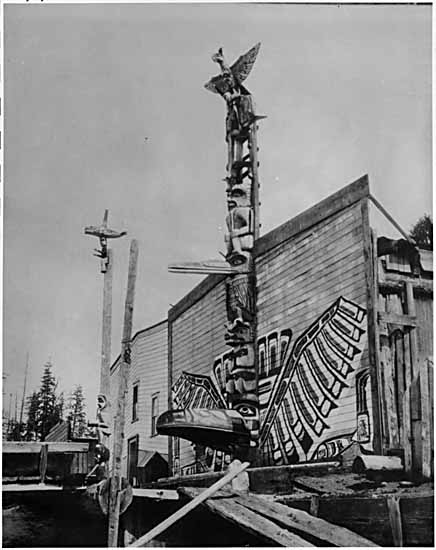
أعمدة رسوم طوطمية أمام المنازل في خليج ألبرت، كولومبيا البريطانية في العقد الأول من القرن العشرين

لقد أدَّت الاضطراباتُ التي تلت عمليات التجارة، والاستعمار الأمريكية، والأوروبية في المقام الأول إلى ازدهار عمليات نحت أعمدة الرسوم الطوطمية، ثم أدت إلى تراجع حضارات شعوب ألاسكا الأصلية، وفنونهم. ولقد أدت عمليات الاستيرادِ واسعة النطاق للأدوات الحديدية والفولاذ من بريطانيا، والولايات المتحدة، والصين إلى إنتاج المزيد من المنتجات الخشبية المحفورة بسرعة، ودقة، وشملت تلك المنتجات إنتاج الأعمدة.
لم يحدد علماء التاريخ ما إذا كانت الأدوات الحديدية كانت قد بدأت على يد التجار، أو ما إذا كانت شعوب ألاسكا الأصلية قد أنتجت تلك الأدوات من الحديد المعاد استخراجه من حطام السفن. سهل وجود المركبات التجارية، والسفنِ الاستكشافية من الحصول على الأدوات الحديدية، وأدى استخدام تلك الأدوات إلى تحسين عملية حفر أعمدة الرسوم الطوطمية.
أدت تجارة الفِراء البحري إلى تكون ثروات هائلة لدى الشعوب الساحلية، وتم إنفاق غالبية تلك الثروة، وتوزيعها ببذخ في مهرجان العطايا الذي كان يرتبط في الغالب بإنشاء وتشييد الأعمدة الطوطمية.
كان القادة الأثرياء هم القائمون على إنشاء تلك الأعمدة، فترمز إلى وضعهم الاجتماعي، ونفوذ عائلاتهم، وعشيرتهم. في القرن التاسع عشر، شنت بعض البعثات التبشيرية هجومًا حادًا على أعمدة الرسوم الطوطمية باعتبارها موضوعًا لعبادة الأوثان، وكانت تحث المتحولين إلى اعتناق المسيحية على التوقف عن إنتاج تلك الأعمدة وتدمير الأعمدة الموجودة.

## قراءات أخرى
- Averill, Lloyd J., and Daphne K. Morris (1995) Northwest Coast Native and Native-Style Art: A Guidebook for Western Washington. Seattle: University of Washington Press.
- Brindze, Ruth (1951) The Story of the Totem Pole. New York: Vanguard Press.
- Garfield, Viola E. (1951) Meet the Totem. Sitka, Alaska: Sitka Printing Company.
- Halpin, Marjorie M. (1981) Totem Poles: an illustrated guide. Vancouver: UBC Press.
- Hassett, Dawn, and F. W. M. Drew (1982) Totem Poles of Prince Rupert. Prince Rupert, BC: Museum of Northern British Columbia.
- Hoyt-Goldsmith, Diane (1990) Totem Pole. New York: Holiday House.
- Huteson, Pamela Rae. (2002) Legends in Wood, Stories of the Totems. Tigard, Or: Greatland Classic Sales. ISBN 1-886462-51-8
- Keithahn, Edward L. (1945) Monuments in Cedar. Ketchikan, Alaska: Roy Anderson.
- Macnair, Peter L., Alan L. Hoover, and Kevin Neary (1984) The Legacy: Tradition and Innovation in Northwest Coast Indian Art. Vancouver, BC: Douglas & McIntyre.
- Meuli, Jonathan (2001) Shadow House: Interpretations of Northwest Coast Art. Amsterdam: Harwood Academic Publishers.
- Smyly, John, and Carolyn Smyly (1973) Those Born at Koona: The Totem Poles of the Haida Village Skedans, Queen Charlotte Islands. Saanichton, BC: Hancock House.
- Stewart, Hilary (1979) Looking at Indian Art of the Northwest Coast. Vancouver, BC: Douglas & McIntyre.
- Stewart, Hilary (1993). Looking at Totem Poles. Seattle: University of Washington Press. ISBN 0-295-97259-9.
- Wherry, Joseph H. (1964) The Totem Pole Indians. New York: Thomas Y. Crowell Company.